# Municipio de Peculiar
El municipio de Peculiar (en inglés: Peculiar Township) es un municipio ubicado en el condado de Cass en el estado estadounidense de Misuri. En el año 2010 tenía una población de 2895 habitantes y una densidad poblacional de 30,87 personas por km².

## Geografía
El municipio de Peculiar se encuentra ubicado en las coordenadas 38°42′5″N 94°21′14″O / 38.70139, -94.35389. Según la Oficina del Censo de los Estados Unidos, el municipio tiene una superficie total de 93.78 km², de la cual 93,3 km² corresponden a tierra firme y (0,52 %) 0,49 km² es agua.

## Demografía
Según el censo de 2010, había 2895 personas residiendo en el municipio de Peculiar. La densidad de población era de 30,87 hab./km². De los 2895 habitantes, el municipio de Peculiar estaba compuesto por el 95,65 % blancos, el 0,66 % eran afroamericanos, el 0,59 % eran amerindios, el 0,55 % eran asiáticos, el 0,97 % eran de otras razas y el 1,59 % eran de una mezcla de razas. Del total de la población el 2,18 % eran hispanos o latinos de cualquier raza.